# 나노미터
나노미터(영국 영어: nanometre, 미국 영어: nanometer, 단위: nm)는 미터의 십억분의 일에 해당하는 길이의 단위다. 1나노미터는 10-9m다.

## 역사
나노미터의 과거 명칭은 밀리마이크로미터(millimicrometre), 더 간단히 말하면 밀리마이크론(millimicron)인데 이는 이것이 마이크론(마이크로미터)의 ⁠1/1000⁠이었기 때문이다.

## 나노미터 단위의 길이
- DNA 1가닥의 지름: 2.5 nm (약 2,500 pm)
- 마이크로미터: 1000 nm (1,000,000 pm)

## 옹스트롬
원자의 크기나 분자의 크기를 다루는 단위인 옹스트롬(Å)은 1Å = 약 0.1nm(나노미터)이다. 물(H2O)분자는 약 0.2nm , 염분(NaCl,소금) 분자는 약 3.7nm로 알려져 있다. 한편 염소 원자의 크기는 79 pm(피코미터) 이고 나트륨 원자의 크기는 190 pm이다.

## 같이 보기
- 밀리미터
- PPM